# Correfoc

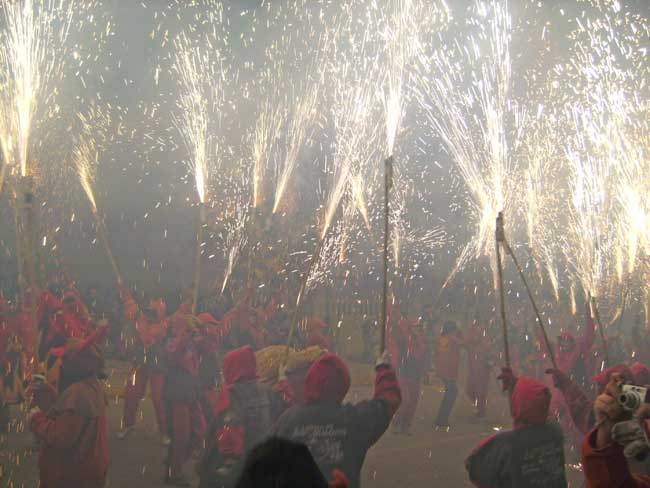
Correfoc en Terrateig en las VII Jornadas Diableras de la Comunidad Valenciana de 2007.

El correfoc (en español: correfuegos) es una manifestación cultural popular española con gran arraigo en Cataluña, Islas Baleares y Comunidad Valenciana, aunque también en Francia hay collas (pandillas) de correfocs y fiestas en los que actúan por toda la zona del Rosellón. Se representa como un espectáculo callejero en el que un grupo de personas disfrazadas o no de demonios desfilan por las calles de un municipio corriendo, bailando y saltando entre bengalas y fuegos artificiales.

## Historia
Desciende de los Ball de diables (bailes de diablos) ya documentado en el siglo XII en Cataluña. Posteriormente ha ido evolucionando hasta el correfoc actual, en la que tiene mucha importancia la pirotecnia. En el siglo XX, después de la dictadura franquista, la gente de los cercavilas (pasacalle; un recorrido colorista haciendo ruido para avisar a la gente que empieza la fiesta del pueblo, en el que la gente va llegando y se va sumando al grupo) empezó espontánemente a mezclarse con los que luego harían los castells, por ejemplo, y otras cosas, entre ellas los bailes de diablos; y a bailar entre ellos bajo algunas bengalas que iban encendiendo. El término "correfoc" aparece por primera vez escrito en 1977, de la mano de Diables del Clot, cuando realizaron por primera vez un desfile con fuego en el que un grupo de personas vestidas con sacos portaban un palo en el que colocaban fuegos artificiales. Luego ha ido evoluciando, y algunas "collas" de correfocs realizan espectaculares actuaciones profesionales muy elaboradas en las que no pueden meterse dentro los espectadores. En general en los "correfocs", ya como actividad independiente de la "cercavila", el ritmo pirotécnico es mucho más rápido que en las "cercavilas", que siguen haciéndose también con fuegos.

## Agrupaciones
Las diferentes corrientes teatrales y la voluntad de seguir con la cultura han hecho que existan varios tipos de grupos según su proximidad a una corriente u otra, normalmente se denominan pandillas o collas:
- Pandillas de fuego: son aquellos grupos con una estructura homogénea, donde no hay rangos entre sus integrantes; si están ahí es simplemente por temas de organización. Estos grupos hacen correfocs y algún espectáculo pirotécnico; pueden ser integradas por diablos o vestidos con indumentaria de fuego (por ejemplo: dragón, mula, etc.).
- Pandillas de diablos: son aquellas pandillas donde tienen como mínimo las figuras de Lucifer y Diablesa. Encontramos algunas que incluso tienen la figura del Arcángel. Estos grupos, además de hacer correfocs, incluyen en sus actuaciones breves entremeses o bailes de diablos versificados, llamados versots de diablos.
- Pandillas de espectáculos: Las podemos encontrar dentro de alguno de los diferentes tipos de grupos. Estos montan espectáculos y performances donde el fuego es el protagonista.

## Vestimenta
Los vestidos actualmente son de algodón, piel o telas ignífugas. Durante la década de 1970 y 1980 estos eran simples sacos pintados con unos cuernos en lo alto, más hacia los 1990 e inicios del siglo XXI se han creado algunos grupos sin cuernos (más típicos de pandillas de fuego).

## Galería

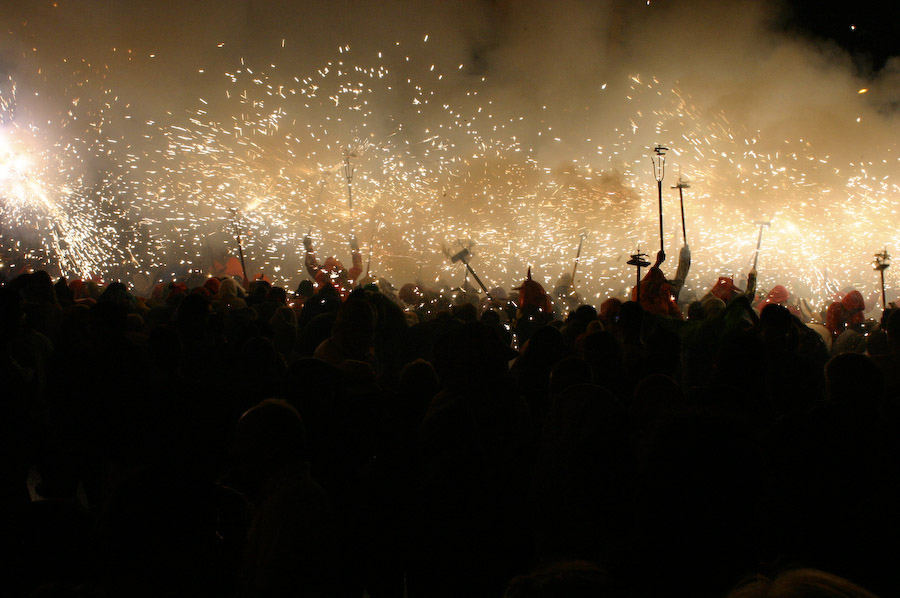
Correfoc en las fiestas mayores de Barcelona.
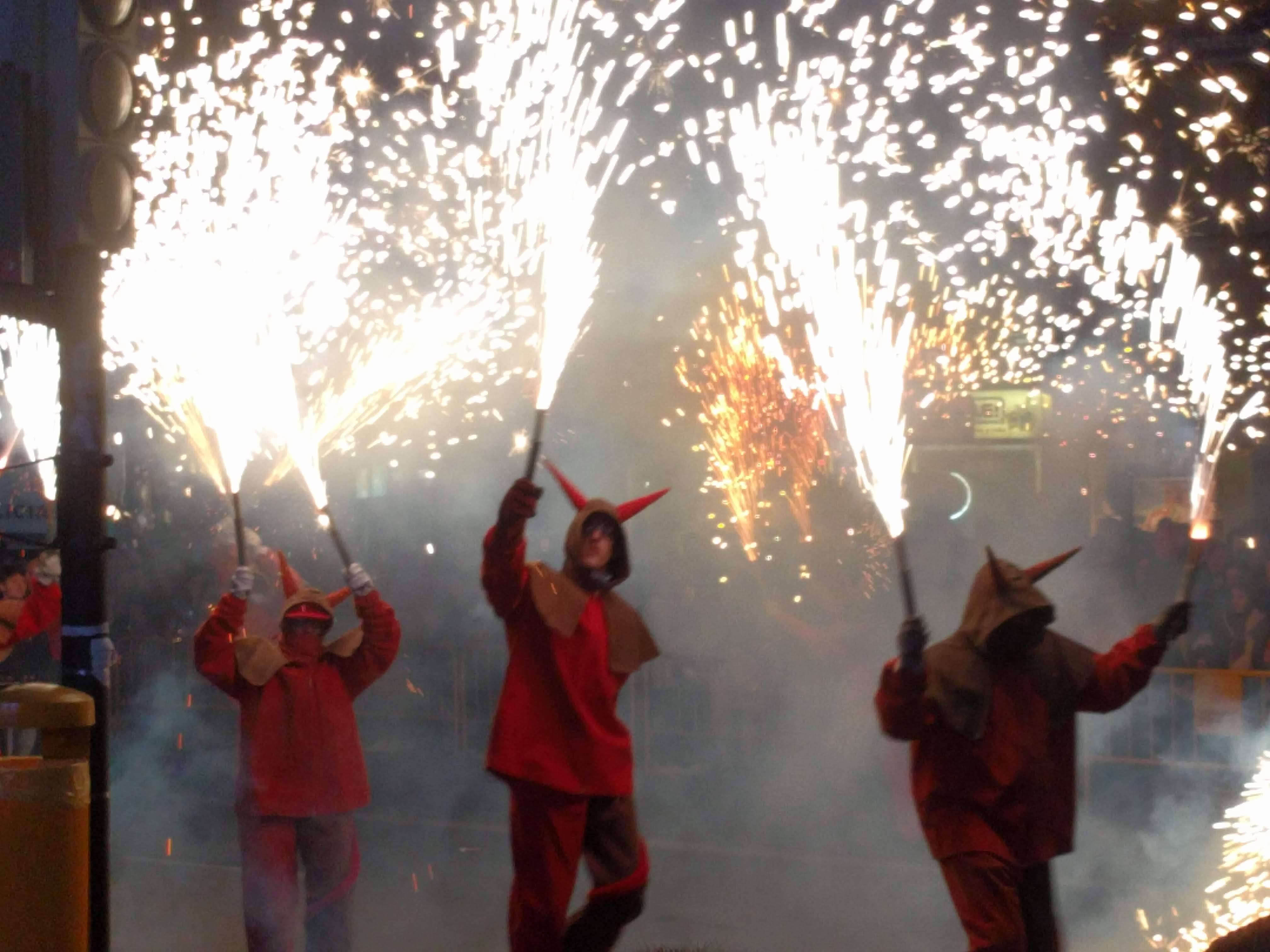
Cabalgata del fuego en las Fallas de Valencia.
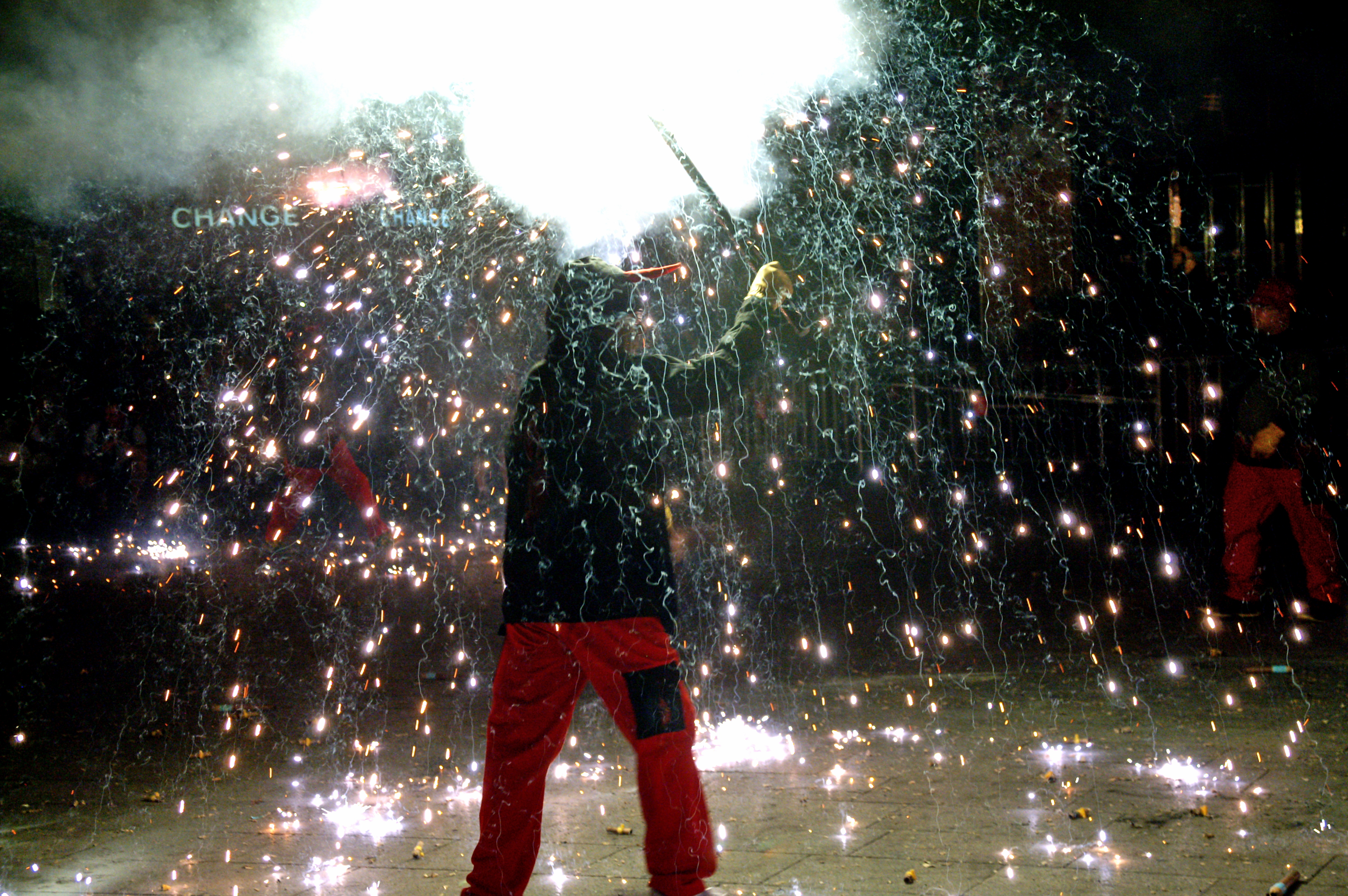
Un Correfoc de los Diables del Clot en Barcelona, 2009.
- Correfoc en Gerona.
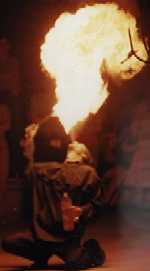
Integrante de una pandilla de fuegos dentro del correfoc.
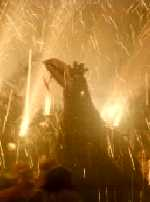
Dragón en el correfoc.